# Võõpsu (Setomaa)
Ne doit pas être confondu avec Võõpsu (Räpina).
Võõpsu (connu aussi sous les noms de Lõbovka, Võha, Võhandu, Võõbsu, Võõpso) est un village de la commune de Setomaa, situé dans le comté de Võru au sud-est de l'Estonie. Avant la réforme administrative d'octobre 2017, il faisait partie de la commune de Mikitamäe dans le comté de Põlva.
En 2020, la population s'élevait à 79 habitants.